# ANZAC Bridge
L'ANZAC Bridge ou Anzac Bridge est un pont à haubans métallique situé dans la ville de Sydney, en Australie. Il traverse la baie Johnstons et relie les quartiers de Pyrmont et de Rozelle à proximité du centre des affaires de Sydney. Il fait partie de la voie ouest reliant le centre ville et le Cross City Tunnel aux faubourgs d'Inner West et de Sydney-Nord. 
Le pont est le plus long pont à câbles d'Australie et parmi les plus longs au monde. Le pont est large de 32,2 mètres et a sa principale portée longue de 345 mètres. Les pylônes en béton sont hauts de 120 mètres et supportent le tablier par deux nappes de câbles. Au départ, les câbles ont été victimes de vibrations qui ont été supprimées par l'adjonction de nouveaux câbles de stabilisation reliant les câbles de suspension entre eux. 

## Histoire
Le pont a été achevé en 1996 pour remplacer l'ancien pont tournant électrique, le Glebe Island Bridge, en service depuis 1901. L'augmentation régulière du trafic et la nécessité d'arrêter la circulation dans une importante avenue pour permettre le passage des navires conduisirent à faire construire un nouveau pont. 
Quand le pont fut mis en service avec ses sept voies de circulation, on entendit des critiques s'élever sur la démesure de la taille du pont. Le pont a été réaménagé et est passé à huit voies en 2005.
Le pont a reçu son nom officiel le 11 novembre 1998 pour honorer la mémoire des soldats de l'Australian and New Zealand Army Corps (ANZAC) de la Première Guerre mondiale. Un drapeau australien flotte au sommet du pylône est et un drapeau néo-zélandais au sommet du pylône ouest. Une statue en bronze représentant un soldat australien de la Première Guerre mondiale a été inaugurée à l'extrémité ouest du pont le 25 avril 2000.

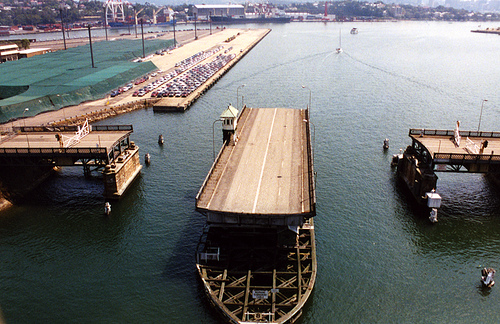
L'ancien Glebe Island Bridge en position ouverte
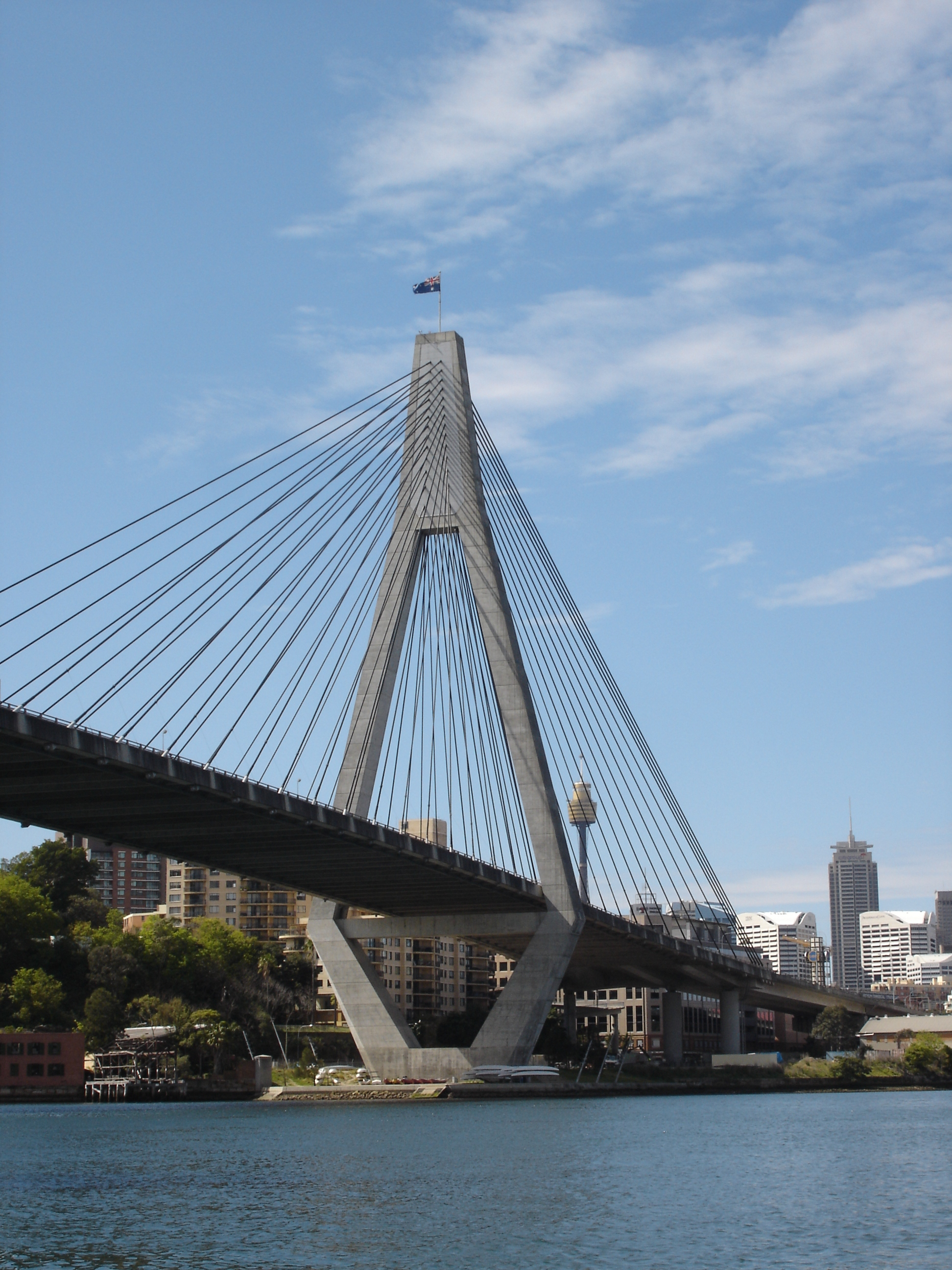
Vue du pylone est.
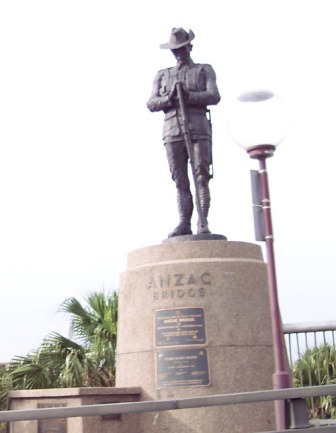
La statue ANZAC sur le côté ouest